# Château de Ventadour (Corrèze)
Pour les articles homonymes, voir Château de Ventadour (Ardèche) et Ventadour.
Le château de Ventadour est un château médiéval situé sur la commune de Moustier-Ventadour en Corrèze.
Il fait l’objet d’un classement au titre des monuments historiques par la liste de 1840.

## Architecture
Le site de ce château féodal, placé sur un éperon rocheux surplombant la vallée de la Saulière ou  Soudeillette, reste toujours remarquablement sauvage.
Du château il n'y a que peu de vestiges : l'enceinte existante épouse le contour de l'éperon protégeant ainsi une place de 170 m de long sur une largeur maximale de 30 m. On trouve à l'intérieur quelques traces de chapelles et logis, une importante tour ronde et un pan de mur semblant être celui d'une tour maîtresse carrée.

## Historique
Le château construit au XIIe siècle, restauré vraisemblablement au cours de plusieurs campagnes de constructions et de rénovations, s'échelonnant pour l'essentiel du XIIIe au XIVe siècle, commandait la vicomté de Ventadour dont les capitales étaient Égletons, Ussel et Meymac.

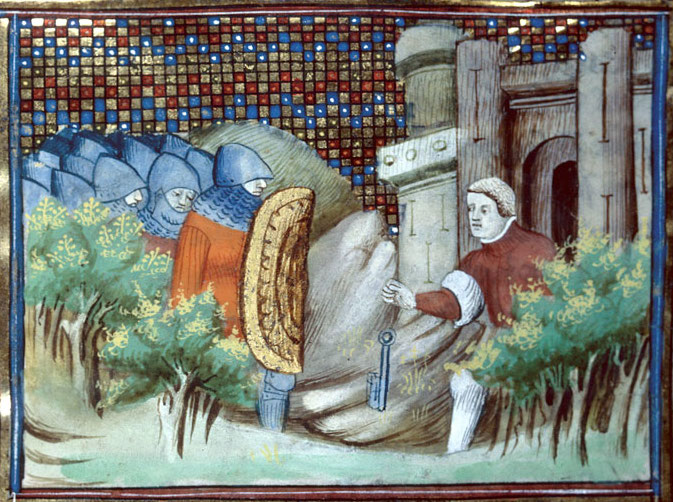
Pons du Bois remet la clé du château à Geoffroy Tête-Noire.

Par sa situation et sa formidable défense, le château semblait imprenable. Il fut cependant pris par trahison et, onze années durant, il resta aux mains de Geoffroy Tête-Noire pendant la guerre de Cent Ans. À l'époque de la Renaissance, les comtes abandonnèrent la forteresse, trop austère, pour s'installer à Ussel dans un élégant hôtel.
Ebles II « Lo Cantador », vicomte de Ventadour, a vécu dans ce château et le troubadour Bernard de Ventadour y est né. De vicomté jusqu'en 1350, elle fut transformée en comté par Philippe de Valois (en 1350, pour le vicomte Bernard II), puis en duché (1578) et duché-pairie (1589) (pour le comte Gilbert III de Lévis, suivi de son fils Anne de Lévis). Le château féodal a appartenu successivement à la « première génération » des Ventadour, issue de la lignée de Comborn, jusqu'en 1472, date du mariage de la dernière héritière avec Louis de Lévis, baron de la Voulte. Après les Lévis-Ventadour, le fief est légué, encore par mariage, aux Rohan (Anne-Geneviève de Lévis, fille de Louis-Charles, épouse Hercule-Mériadec de Rohan en 1694) ; et des Rohan-Soubise-Ventadour, passa aux Condé (Charlotte de Rohan, fille du maréchal de Soubise, marie Louis V de Condé en 1753), qui s'en désintéressèrent.
Vendu comme bien national, le château devint la proie des démolisseurs, surtout lorsqu'il fut acquis, à la Restauration, par un marchand de matériaux du nom de Pertuis du Gay pour la somme de 16 000 francs. Il fut ensuite la propriété du duc de Lévis-Mirepoix qui le céda en 1988 à la commune de Moustier-Ventadour pour 1 franc symbolique avec l'obligation de l'aménager pour permettre les visites guidées et libres en son sein.
Classé site inscrit en 1946, les murs du château déjà très dégradés nécessitaient des travaux importants de sauvegardes. Ce n'est qu'en 1965 que furent entrepris à la fois quelques travaux de consolidations et des fouilles tentées qui permirent avec succès de reconstituer l'architecture de la forteresse d'autrefois.
Les recherches archéologiques jusque dans les années 1980 ont permis de préciser les contours d'un certain nombre de salles à l'intérieur de l'enceinte et de mettre au jour plusieurs décors importants du logis seigneurial.
Des campagnes d'excavations des sols ont été conduites en 2003, côté courtine nord-est, puis en 2004 et 2005 vers une barbacane tour avec la mise en chantier des consolidations abouties définitivement.
Aujourd'hui le site est ouvert au public durant la période estivale (de mi-juin à mi-septembre) avec des visites guidées toutes les heures. De nouvelles campagnes de fouilles sont en cours de réflexion pour les années à venir.

### Galerie

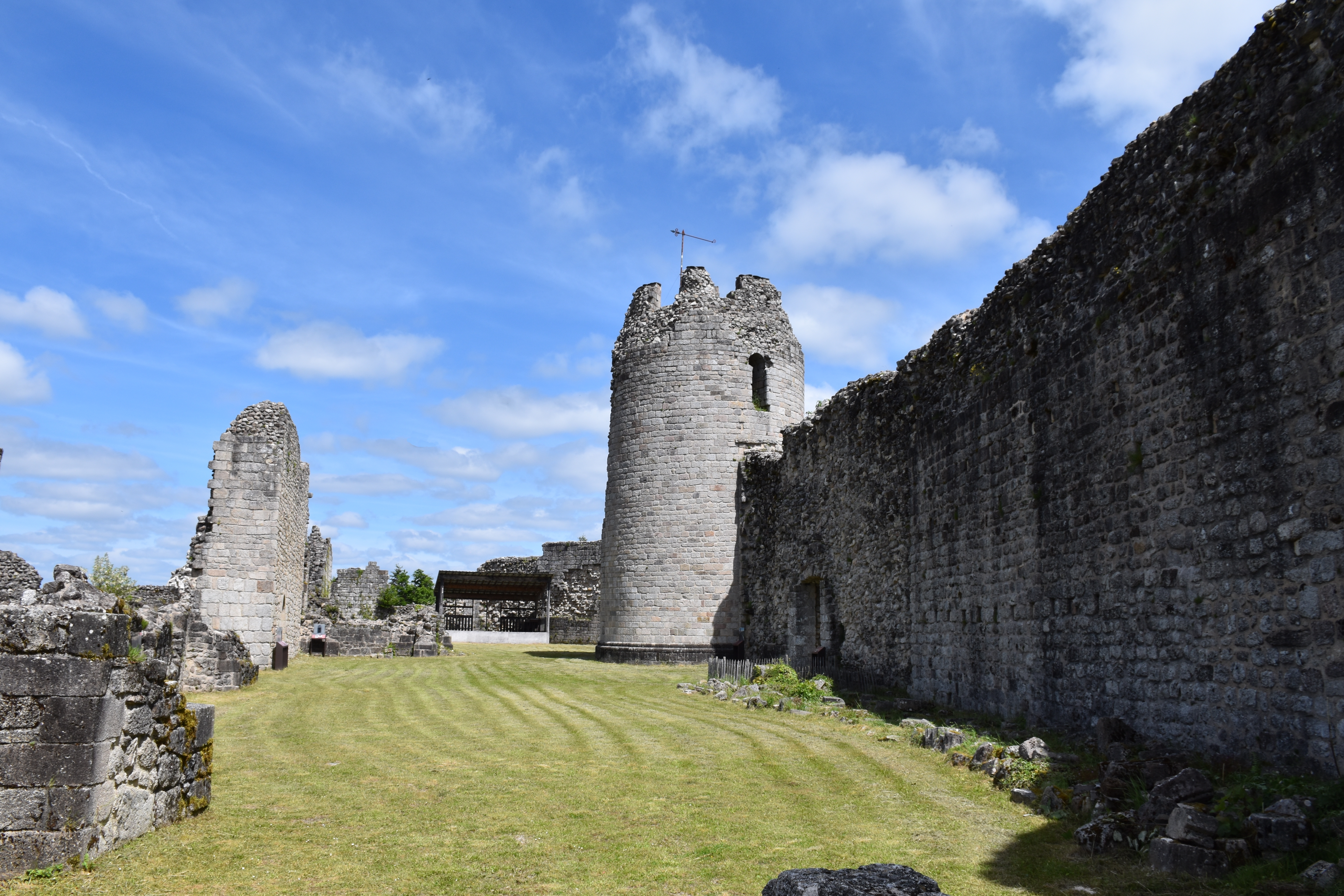
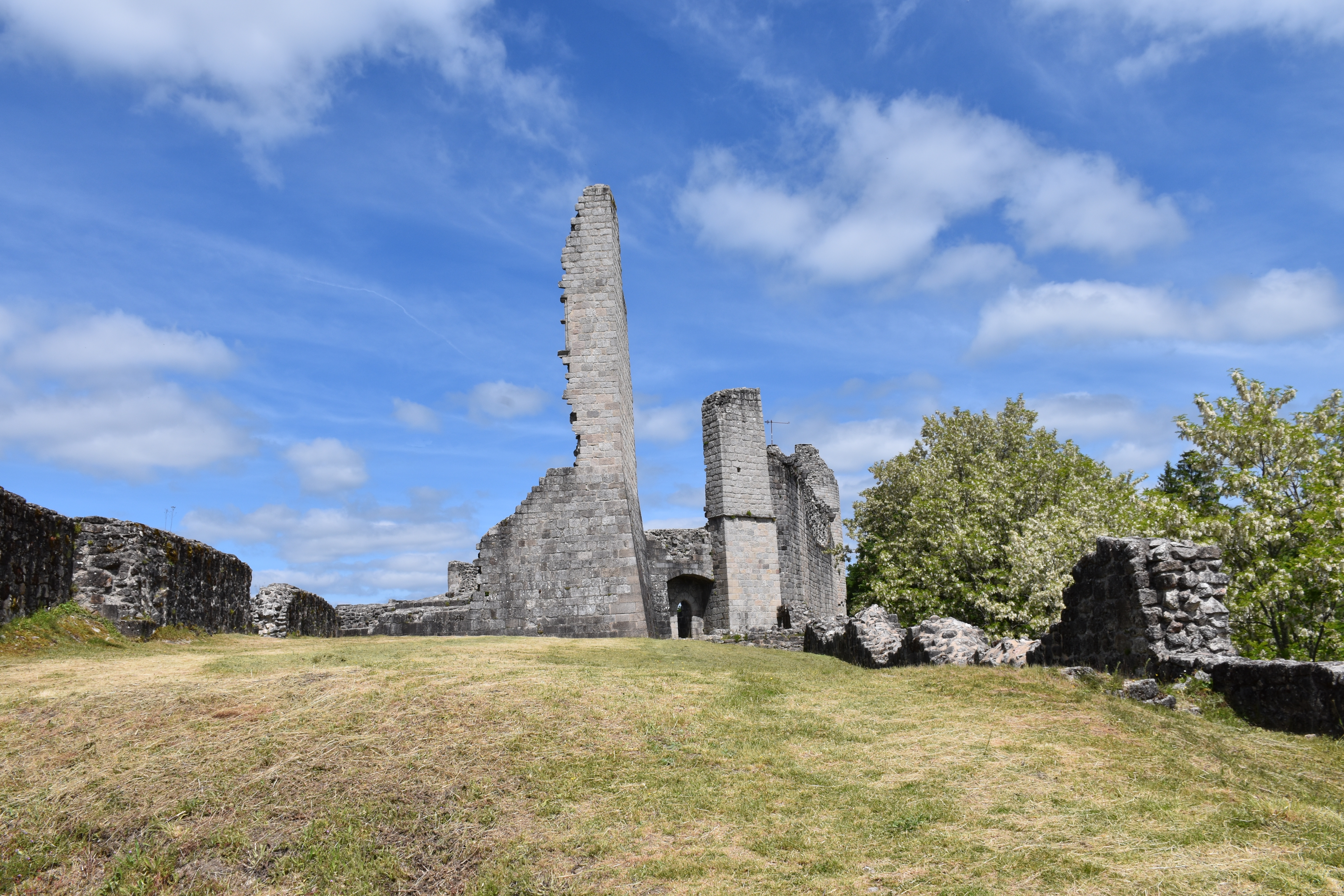
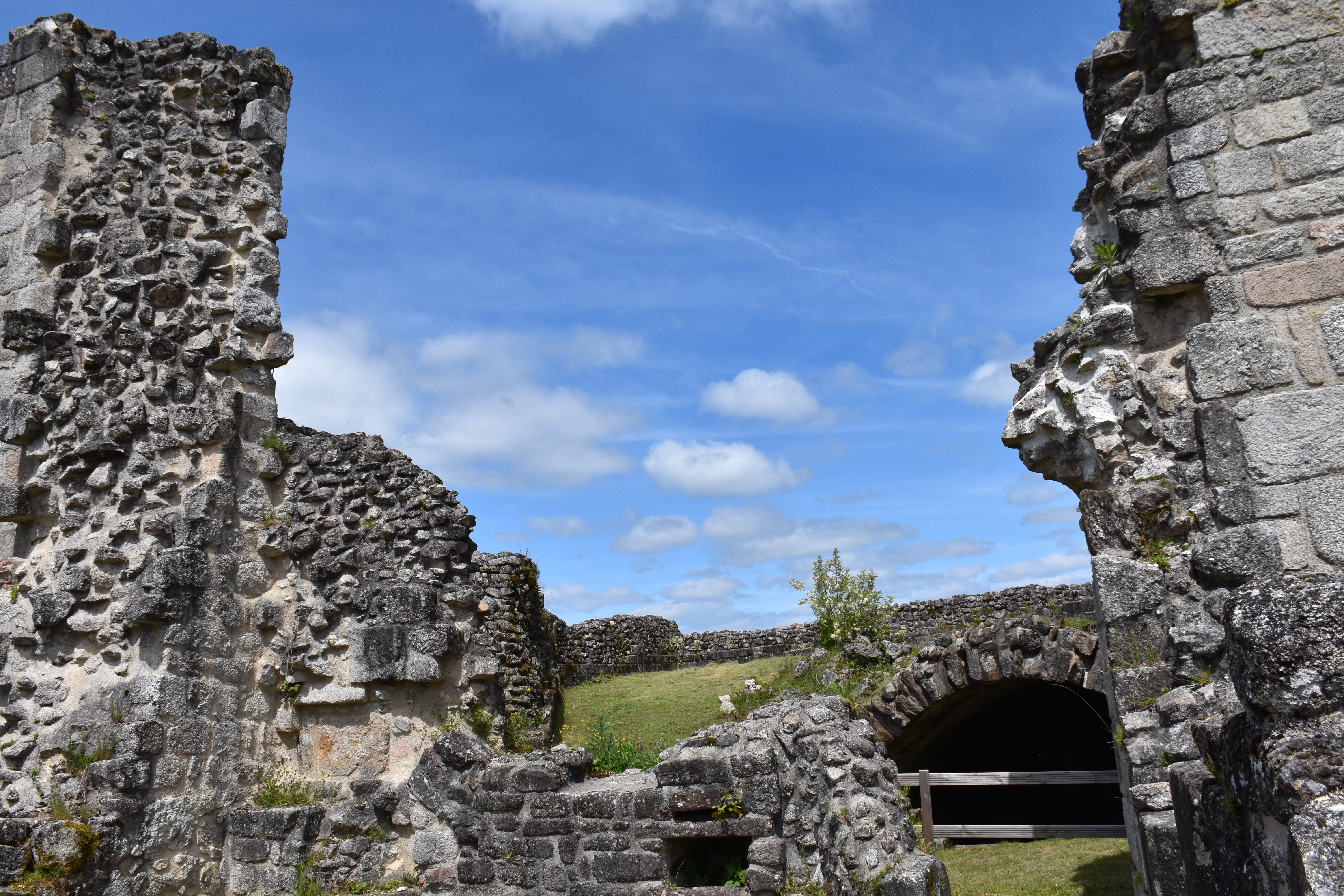
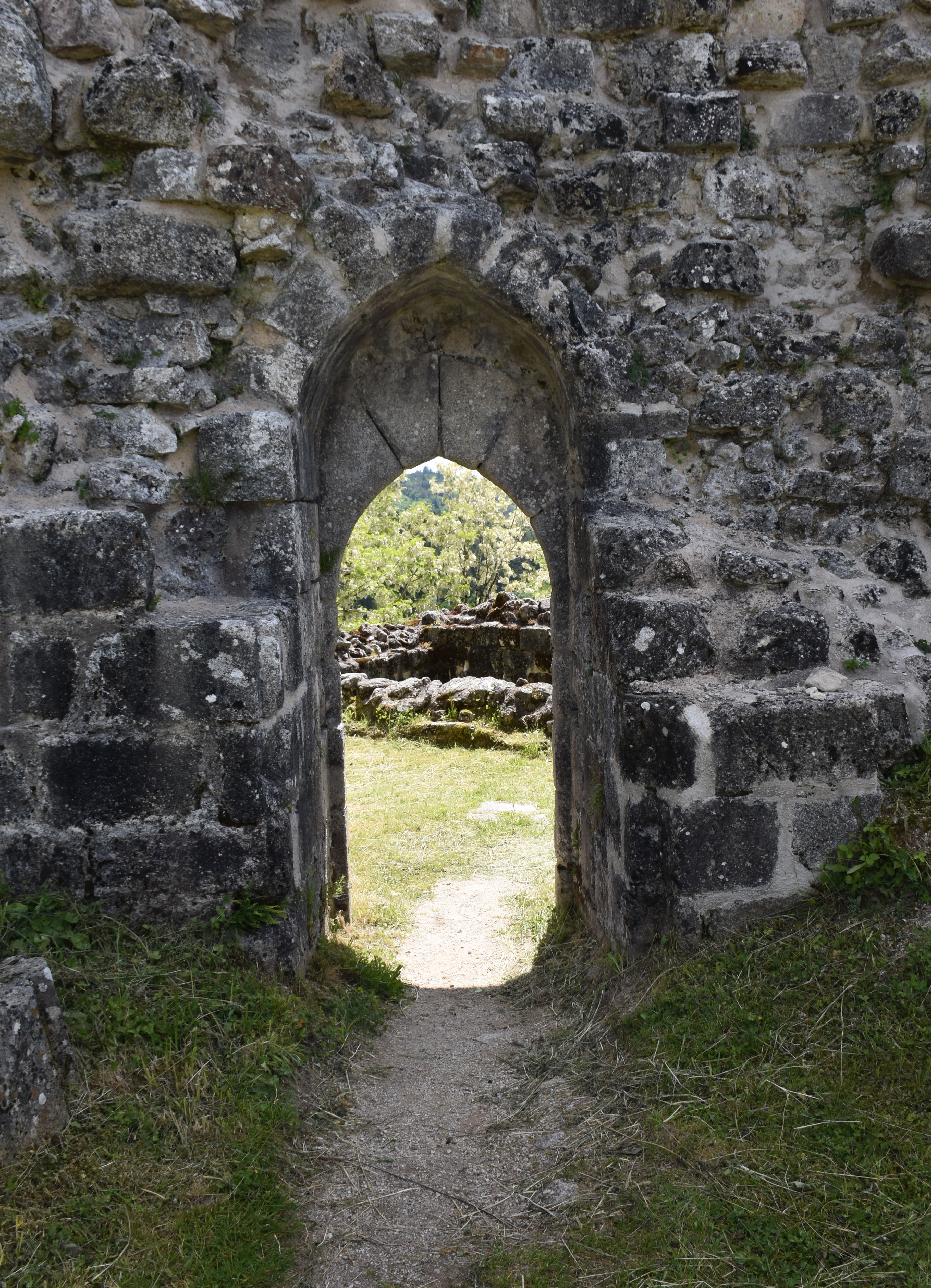
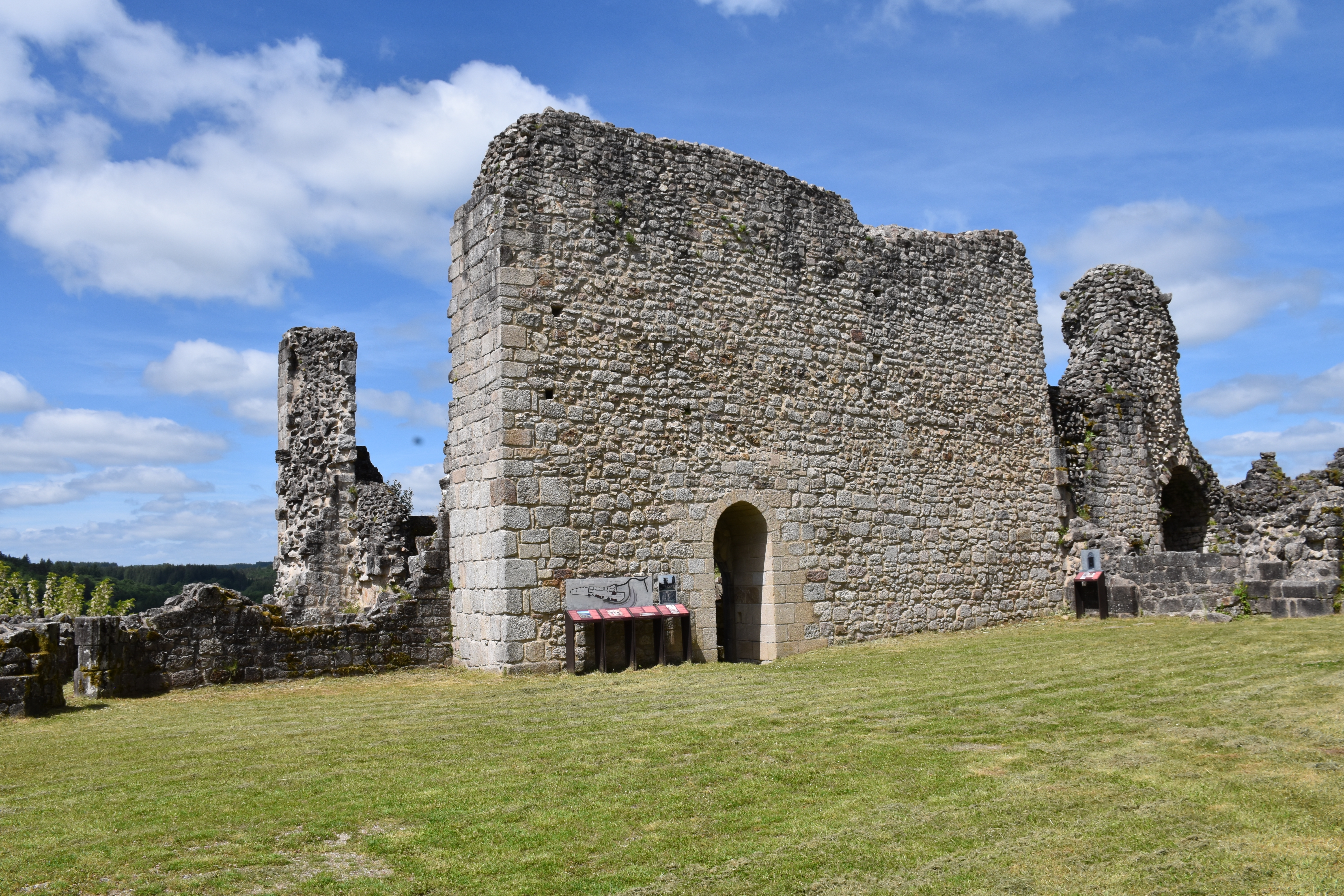
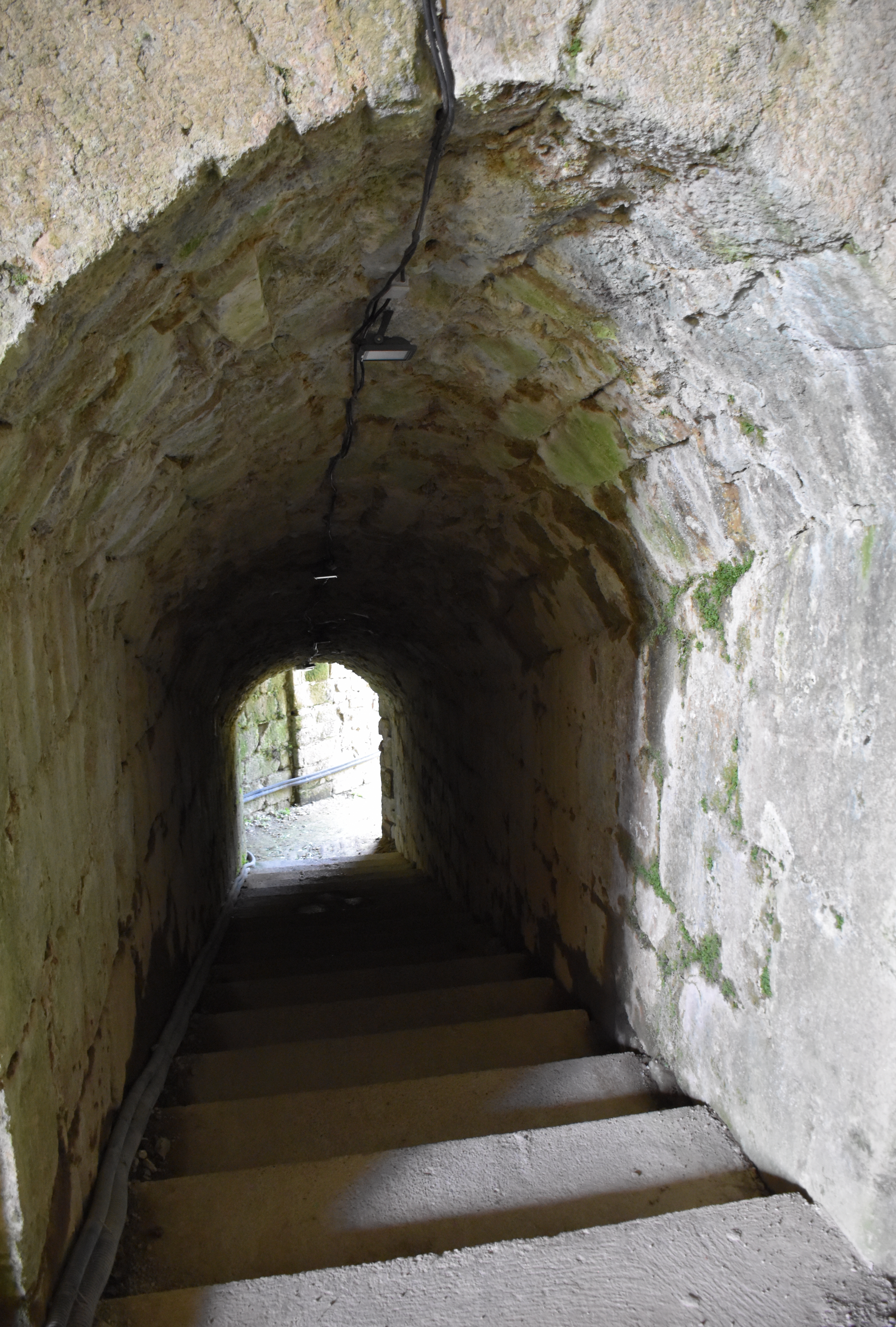
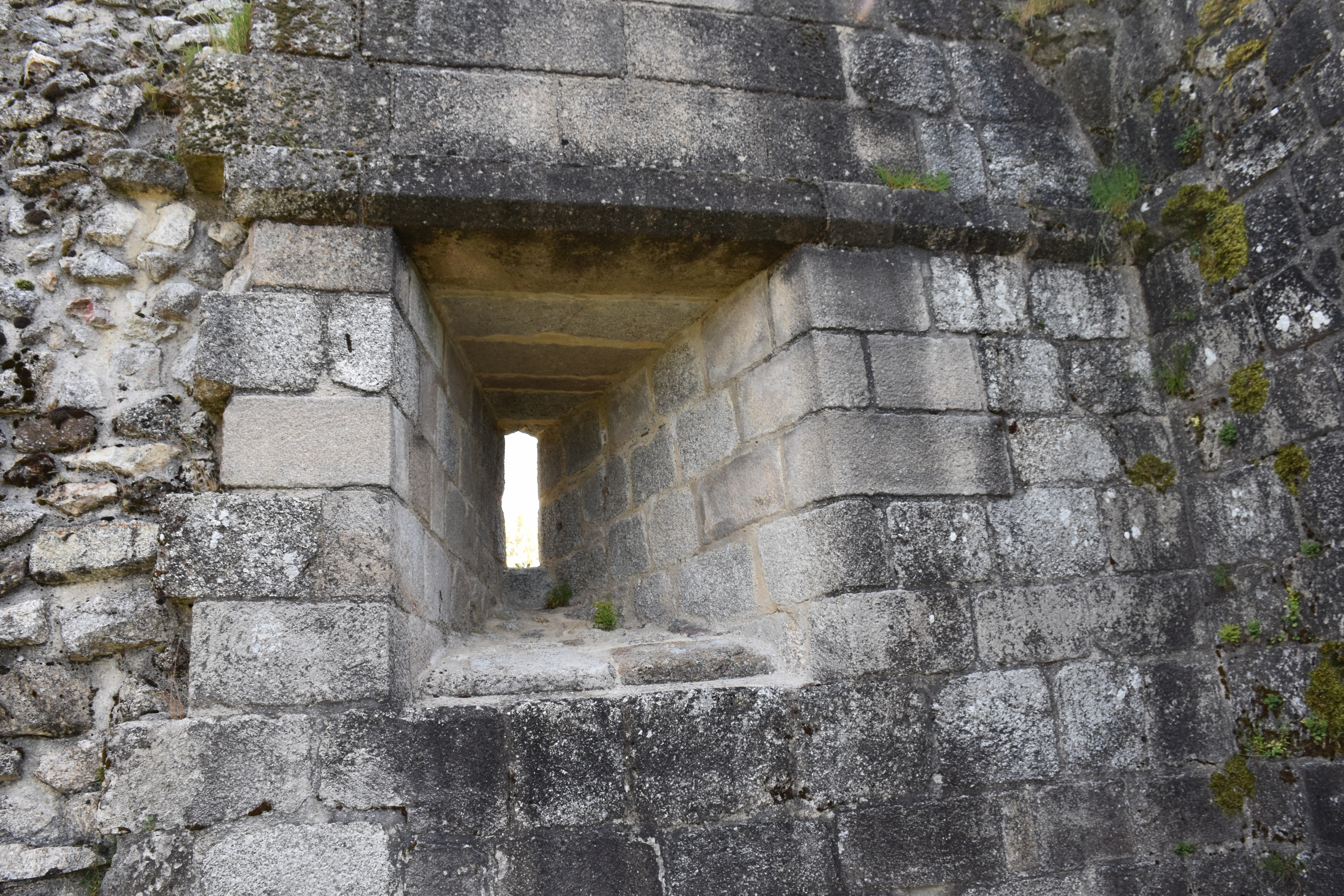

## Chronologie

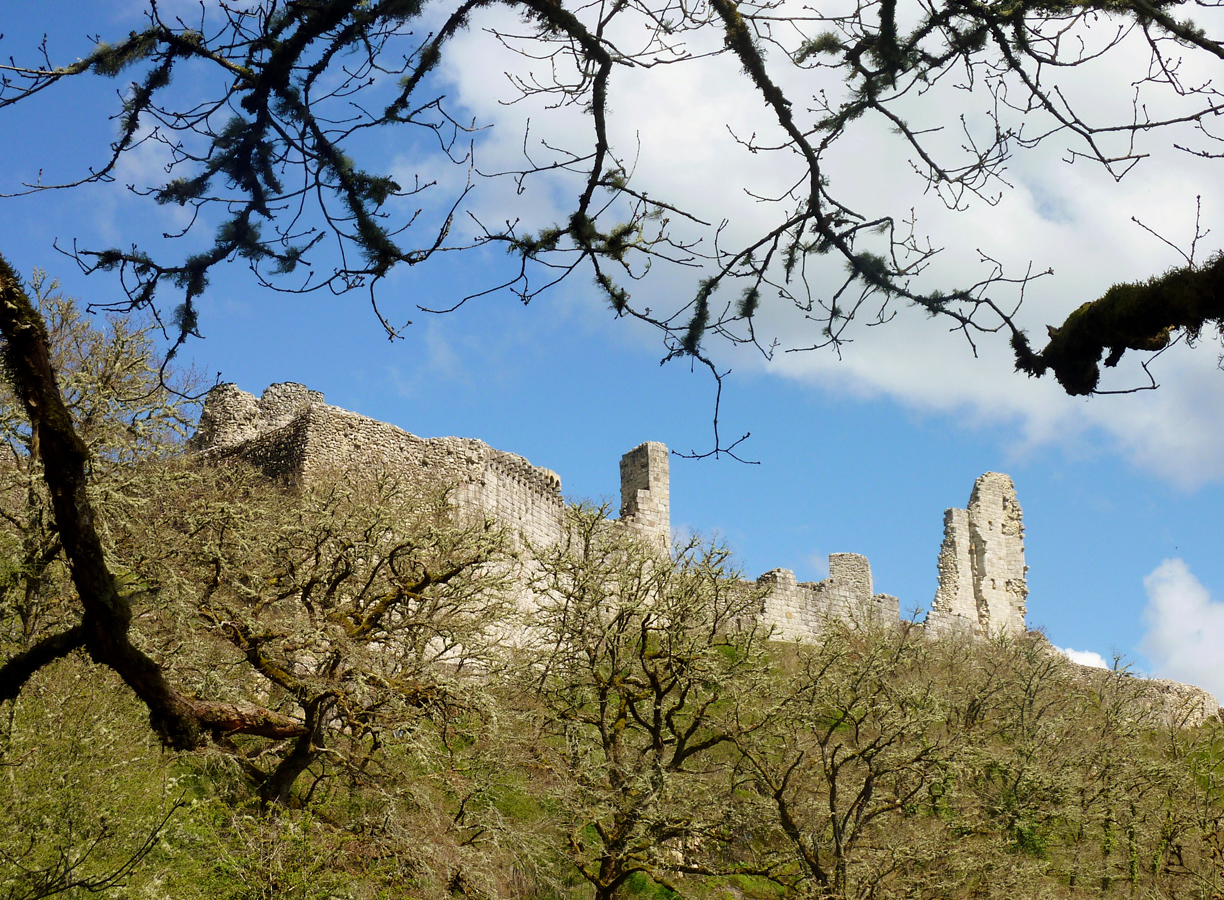
Le château vu depuis le village de Moustier-Ventadour en contrebas.

- 1059 : Un des fils du comte Archambaud II  du vicomté de Comborn reçoit l'apanage de Ventadour et décide d'y établir une forteresse. La construction durera jusqu'en 1060 avec l'établissement simultané de plusieurs châtellenies comme le Lieuteret, Fontmartin, et dans plusieurs villes comme Égletons, Neuvic, Corrèze, Meymac et Ussel.
- 1060 : Ebles 1er fonde le prieuré du Moustier-Ventadour puis ceux de Meymac et de Bonnesaigne.
- 1096 : Ebles 1er meurt et son fils Ebles II s'intéresse à l'art courtois du Languedoc et se lie d'amitié avec Guillaume IX d'Aquitaine, un des plus célèbres troubadours de l'époque. Ebles fonde une école poétique à Ventadour.
- 1125 : Naissance de Bernart, fils de domestique qui sera pris en affection et formé à l'école courtoise par Ebles II, surnommé le chanteur, Lo Cantador.
- 1147 : Ebles II et son fils Ebles III partent à la seconde Croisade. Pendant ce temps Bernard déclare sa passion à Alice de Montpellier, épouse d'Ebles III.
- 1149 : Ebles II meurt au retour et Ebles III lui succède. Ebles III demande à Bernard de quitter Ventadour, mais ce dernier suivra Alice à Londres puis à Poitiers en 1167.
- 1165 : Ebles III libère tous ses serfs du fief de Ventadour.
- 1182 : Henri II d'Angleterre établit un siège de Ventadour. Au bout de quelques mois, la forteresse ne se rendant pas, il lève le siège.
- 1374 : Durant la guerre de Cent Ans, le château est investi par le brigand Geoffroy Tête-Noire et sa bande de routiers pillards qui, à partir de la place forte, rançonneront et pilleront toute la région pendant près de 10 ans.
- 1450 : Une nouvelle résidence est construite dans l'enceinte du château par Charles de Ventadour.
- 1450-1500 : Charles et son fils Louis organisent une école militaire à Ventadour pour la formation des pages au service du Roi.
- 1575 : Gilbert III de Ventadour est devenu gouverneur du Limousin et des affrontements religieux importants saccagent son territoire. L'abbaye de Bonnesaigne est brûlée mais Ventadour reste intact.
- 1578 : Henri III élève le comté de Ventadour au rang de duché. Il devient le premier duché de Bas-Limousin.
- 1599 : Les guerres de religion sont sources de destructions et pillages de places fortes dans le Limousin mais Ventadour, citadelle des gouverneurs, résiste.
- 1631 : Charles, nouveau duc de Ventadour entre dans le groupe des proches de Louis XIII. Il est à la fois lieutenant-général du Languedoc et gouverneur du Limousin.
- 1649 : Le fils de Charles, Louis-Charles devient duc et pair de France.
- 1793 : Le comité de salut public d'Égletons et les conventionnels de Tulle ordonnent la destruction de Ventadour. Les logis sont pillés et les toits détruits.
- 1796 : Le 11 juillet, Ventadour est vendu à un maréchal-ferrant d'Égletons.
- 1800 : Revente du château à un démolisseur vendeur de matériaux et qui entreprend l'arrachage des pierres des constructions.
- 1804 : Un chemin d'accès et une ouverture dans le mur d'enceinte sont réalisés pour faciliter le transport des matériaux de démolition.
- 1829 : Achat des vestiges de Ventadour par Madame d'Ambert de Lamazière pour organiser des après-midi champêtres dans les « ruines romantiques ».
- 1895 : Transmission du site à la famille Lévis-Mirepoix, cousins des Lévis-Ventadour.
- 1900 : Fête de l'Églantine, fête félibréenne évoquant Bernard le Troubadour.
- 1930-1939 : Fêtes républicaines organisées annuellement dans le site par le maire de Moustier-Ventadour.
- 1965 : Début des fouilles et travaux de consolidation d'urgence.
- 1988 : Acquisition du château de Ventadour par la commune de Moustier-Ventadour.
- 2003 : La communauté de communes de Ventadour devient maître d'ouvrage pour la restauration et la recherche historique du site de Ventadour.
- 2009 : Fin des premières phases de cristallisation et de fouille archéologique du site.
- 2009 : L'office de tourisme intercommunal du pays d'Égletons ouvre tous les jours le site à la visite durant les mois de juillet et août.
- 2010 : Les éditions associatives Carrefour Ventadour publient le premier album photographique sur la forteresse et le Mont-Ventadour.
- 2013 : Nouvelle phase de consolidation et entretien des murs.